# Den fantastiska resan
Den fantastiska resan (Fantastic Voyage) är en amerikansk långfilm från 1966 i regi av Richard Fleischer. Filmen hade svensk premiär den 23 januari 1967.
Bantam Books fick rättigheterna att ge ut en roman baserad på filmmanuskriptet, de lät Isaac Asimov få uppdraget att skriva boken.

## Handling
Filmen utspelar sig under det kalla kriget. Både USA och Sovjetunionen har utvecklat en teknik som gör det möjligt att förminska föremål under en begränsad tid. Det förminskade föremålet återvänder till sin ursprungliga storlek efter en tid.
Jan Benes är en östeuropeisk forskare som har lyckats utveckla en metod som förhindrar att föremålet återfår sin ursprungliga storlek. Med hjälp av CIA lyckas han fly till väst. Men efter ett mordförsök hamnar han i koma, med en blodpropp i huvudet. Fem personer blir utvalda att på en ubåtsliknande farkost miniatyriseras och injiceras i hans kropp i syfte att rädda hans liv.
Besättningen har en timme på sig att rädda hans liv, efter den timmen kommer de att växa i storlek och därmed riskera att bli angripna av forskarens immunförsvar. De färdas via hjärtat, lungorna och örat tills de slutligen når fram till hjärnan. Under resan blir det uppenbart att det finns en förrädare ombord som gör allt för att uppdraget skall misslyckas.

## Skådespelare
- Stephen Boyd - Grant, CIA-agent
- Raquel Welch - Cora Peterson
- Edmond O'Brien - General Carter
- Donald Pleasence - Dr. Maxwell Michaels
- Arthur Kennedy - Dr. Peter Duval, hjärnkirurg
- William Redfield - Kapten Bill Owens
- James Brolin - Tekniker

## Om filmen
Filmen vann Oscar för bästa specialeffekter och bästa scenografi. 1987 gjordes filmen 24-timmarsjakten på samma tema.